# Gebiet Sachsen-Meiningen

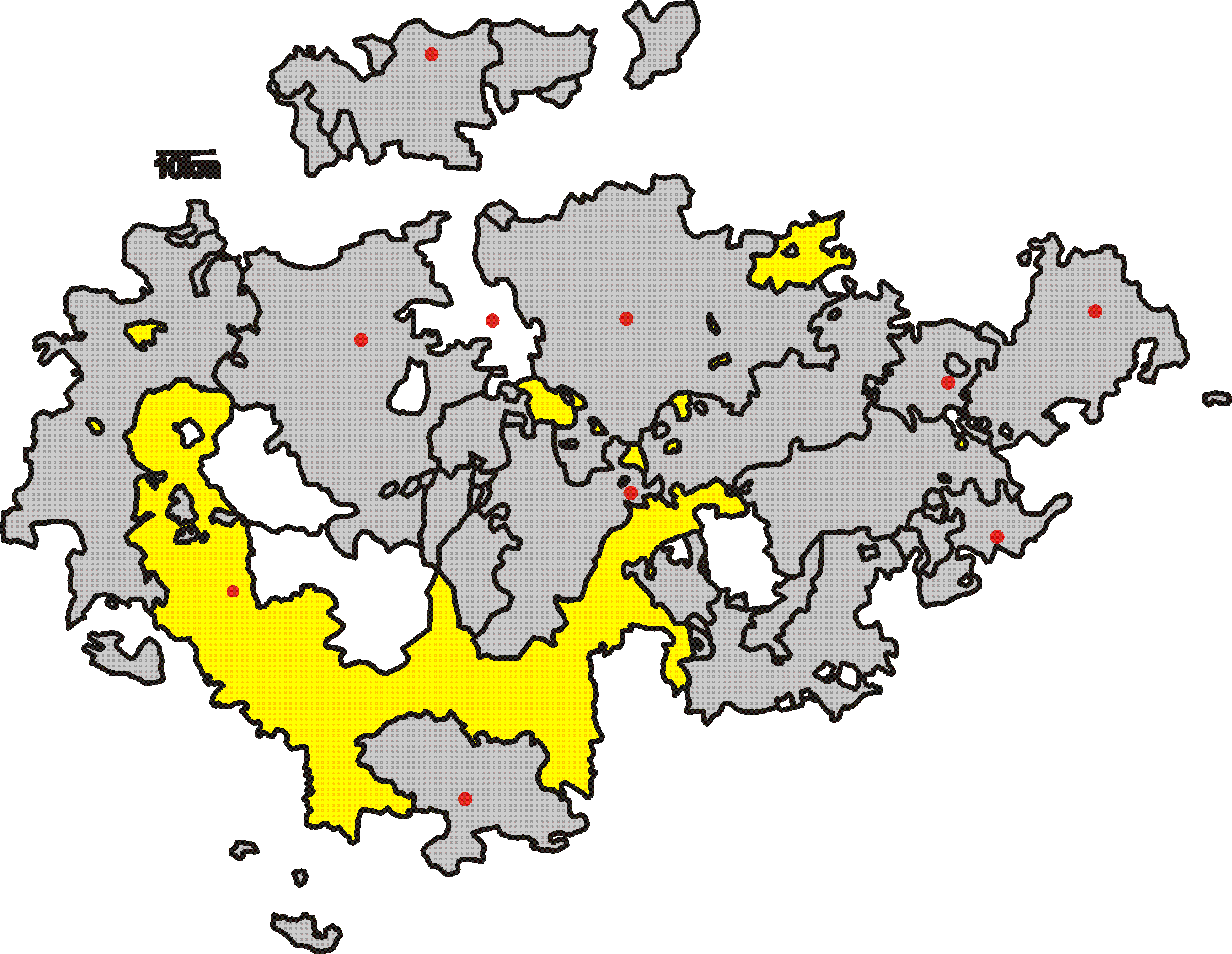
Karte von Sachsen-Meiningen (gelb)

Das Gebiet Sachsen-Meiningen war ein Kommunalverband höherer Ordnung mit einer Gebietsvertretung und Gebietsregierung im Land Thüringen. Es bestand von 1920 bis 1923.

## Geschichte
Nach der Novemberrevolution 1918 wurde am 1. Mai 1920 das Land Thüringen gegründet. Es umfasste die Thüringischen Staaten, namentlich Sachsen-Weimar-Eisenach, Sachsen-Gotha, Sachsen-Meiningen, Sachsen-Altenburg, Schwarzburg-Rudolstadt, Schwarzburg-Sondershausen und den Volksstaat Reuß. 
Mit der Gründung Thüringens hörte der aus dem Herzogtum Sachsen-Meiningen hervorgegangene Freistaat Sachsen-Meiningen formal auf, als souveräner Bundesstaat des Deutschen Reiches zu bestehen. Aber noch im Herbst kam in einigen Gebieten Sachsen-Meiningens die letztendlich erfolglose Bestrebung „Los von Thüringen“ auf. Das „Gesetz über die Verwaltung der ehemaligen thüringischen Länder in der Übergangszeit“ vom 9. Dezember 1920 wandelte schließlich den Freistaat in den Kommunalverband höherer Ordnung Gebiet Sachsen-Meiningen mit eigener Gebietsvertretung und Gebietsregierung um. Der Landtag wandelte sich ohne Neuwahlen in die Gebietsvertretung um.
Mit der die Abschaffung der Gebiete in Thüringen wurde der Kommunalverband höherer Ordnung schließlich am 1. April 1923 aufgehoben.